# Florence S. Gaynor
Florence Small Gaynor (29 de outubro de 1920 - 16 de setembro de 1993) foi a primeira mulher negra a chefiar um importante hospital universitário nos Estados Unidos.

## Biografia
Nascida em Jersey City, New Jersey, ela formou-se na Lincoln High School aos 15 anos e inscreveu-se no Jersey City Medical Center para estudar enfermagem, mas foi rejeitada porque não admitiam negros; assim, estudou enfermagem no Lincoln Hospital graduando-se em 1946 e começou a trabalhar no Queens General Hospital. Gaynor então trabalhou para o Departamento de Saúde da Cidade de Nova York e para o Hospital Francis Delafield.
Gaynor obteve um bacharelato em enfermagem e depois um mestrado em saúde pública na Universidade de Nova York, seguida pela Universidade de Oslo em 1965.
Gaynor começou a trabalhar na administração de hospitais no Lincoln Hospital e tornou-se administradora assistente em 1970. Em 1971, ela foi escolhida para se tornar na diretora executiva do Sydenham Hospital, o que fez dela a primeira mulher negra a chefiar um importante hospital universitário nos Estados Unidos. Em 1972, ela aceitou o cargo de diretora executiva do Martland Hospital em Newark, e depois tornou-se directora do Meharry Medical College em Nashville de 1976 a 1980, seguido por uma posição de directora no West Philadelphia Community Mental Health Consortium na Filadélfia, 1980 a 1984.